# San Ignacio (Chile)
San Ignacio é uma comuna da província de Ñuble, localizada na Região de Biobío, Chile. Possui uma área de 363,6 km² e uma população de 16.106 habitantes (2002).